# 毋忘在莒
毋忘在莒是中文成语，源自中国春秋战国时期，意指“不忘昔日之苦難”，比喻收復國土、不忘前事。

## 典故来历
春秋时期，齐国齐襄公末期，前685年齐大夫连称、管至父弑君而立襄公堂弟公孙无知；其南部的小国莒国（都城今日山东省莒县）在春秋时期政治稳定而多外国贵族，齐大夫鲍叔牙遂携公子小白流亡至此。齐国再发政变后，小白返临淄即位，是为齐桓公，后成春秋五霸之首。《管子·小稱》载：“桓公、管仲、鮑叔牙、甯戚四人飲，飲酣，桓公謂鮑叔牙曰‘闔不起為寡人壽乎？’鮑叔牙奉杯而起曰‘使公毋忘出如莒時也，使管子毋忘束縛在魯也，使甯戚毋忘飯牛車下也。’（请主公不要忘记逃亡莒国的那时，请管仲不要忘记在鲁国被绑起来那时，也请甯戚不要忘记喂牛、睡在车子下的那时。）桓公辟席再拜曰‘寡人與二大夫能無忘夫子之言，則國之社稷必不危矣。’”鲍叔牙即提醒齐桓公勿忘当年之苦难。
由於戰國時期齊人在濟西之戰到田單復國之間死守莒城和即墨，「毋忘在莒」逐漸被訛傳為田單等人堅強復國的故事。
在中共建政、国府迁台以後，蔣中正時常引用此故事，希望中華民國政府有朝一日能反攻大陸。

## 相关運動
蒋中正在中国大陆军事失败退守臺澎金马后，曾发起「克難運動」和“毋忘在莒运动”。1951年12月29日，蔣介石第二次巡視金門期间，應地方人士之請，於1952年1月題頒「毋忘在莒」四字於太武山巔，旨在提醒前線軍民，毋忘在大陆之耻，效法「齊安平君（田單）」之反攻復國精神，并鼓舞臺湾军民光复大陆的士气。蒋介石所谓田单之說可见於1963年9月9日在政工干校讲的“军事教育的目的与宗旨”，然而最早“毋忘在莒”應典出《管子》一書，出自鲍叔牙向齐桓公、管仲、宁戚的祝福和劝告，且當時田單是以即墨為反攻基地，而非莒城。
1964年11月20日，金門國軍發起「毋忘在莒」運動:108。12月20日，蔣介石以「『毋忘在莒』運動的意義和啟示」為題向金門、澎湖官兵及黨政人員發表講詞:108-109。同月，蔣介石蒞臨國民大會年會致詞，以「毋忘在莒」之歷史為證，闡明其反攻復國必勝之信心:109。
1965年1月至3月，蔣經國在毋忘在莒運動上發表談話:267。1966年，蔣經國說：「毋忘在莒，就是毋忘敵人、毋忘責任、毋忘目的。這種毋忘在莒的精神，每個人心理都要有這種感覺，有這種想法」:86。
中华民国國軍自1974年起每週四上午必須收看華視政治教育節目「國防線上」、「莒光園地」。
1980年10月20日，張學良由總統府秘書長張祖詒陪同訪問金門毋忘在莒。

### 使用
- 在台湾城际列车中，有一款客车名为莒光号。
- 連江縣原白犬列島於1971年更名為莒光鄉，其中的東犬、西犬兩島亦更名為東莒及西莒。[8]
- 莒光站，台北捷運萬大樹林線車站，命名源自車站旁邊中和莒光路。
- 金門縣莒光樓

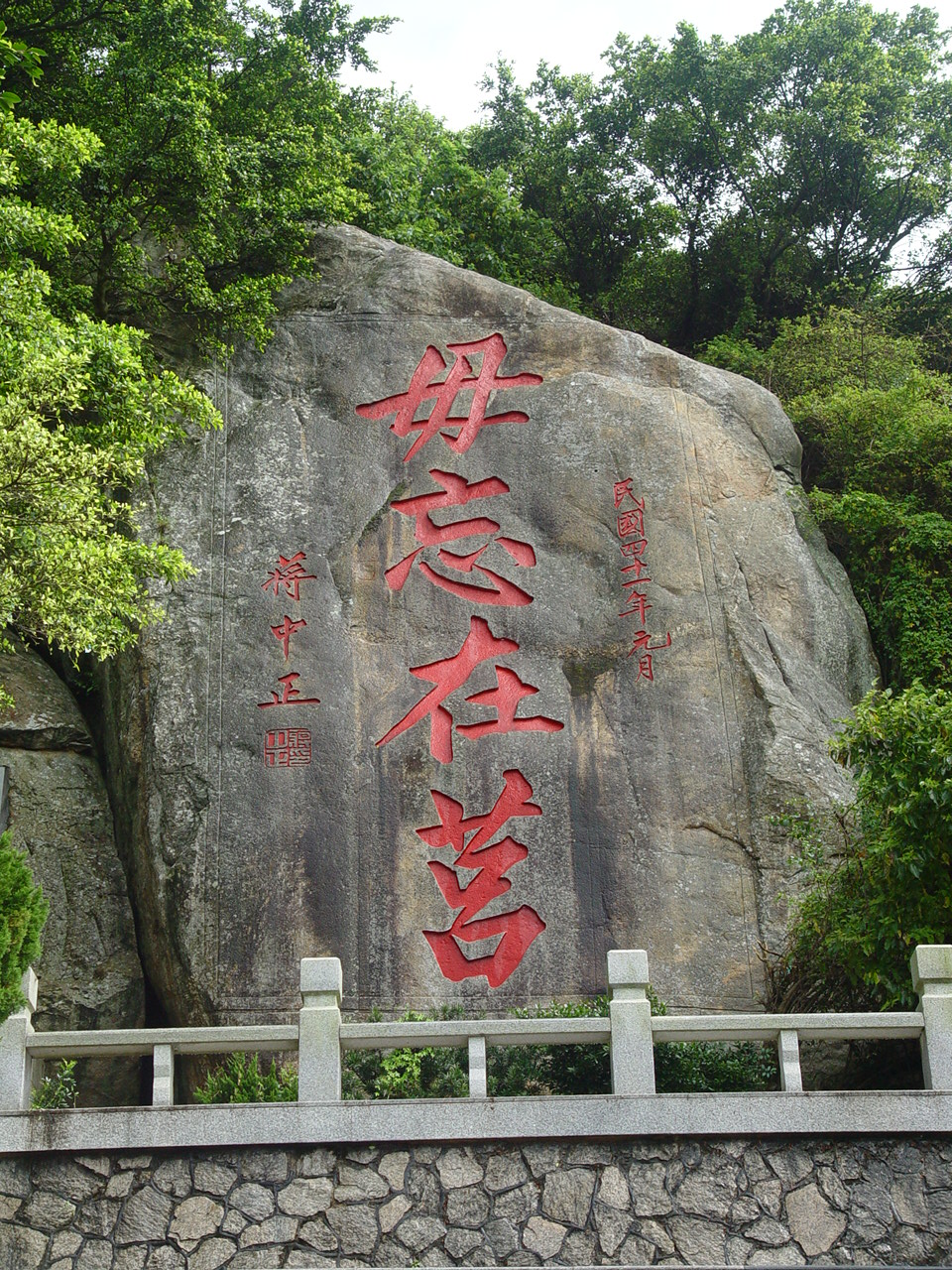
金门国家公园毋忘在莒勒石
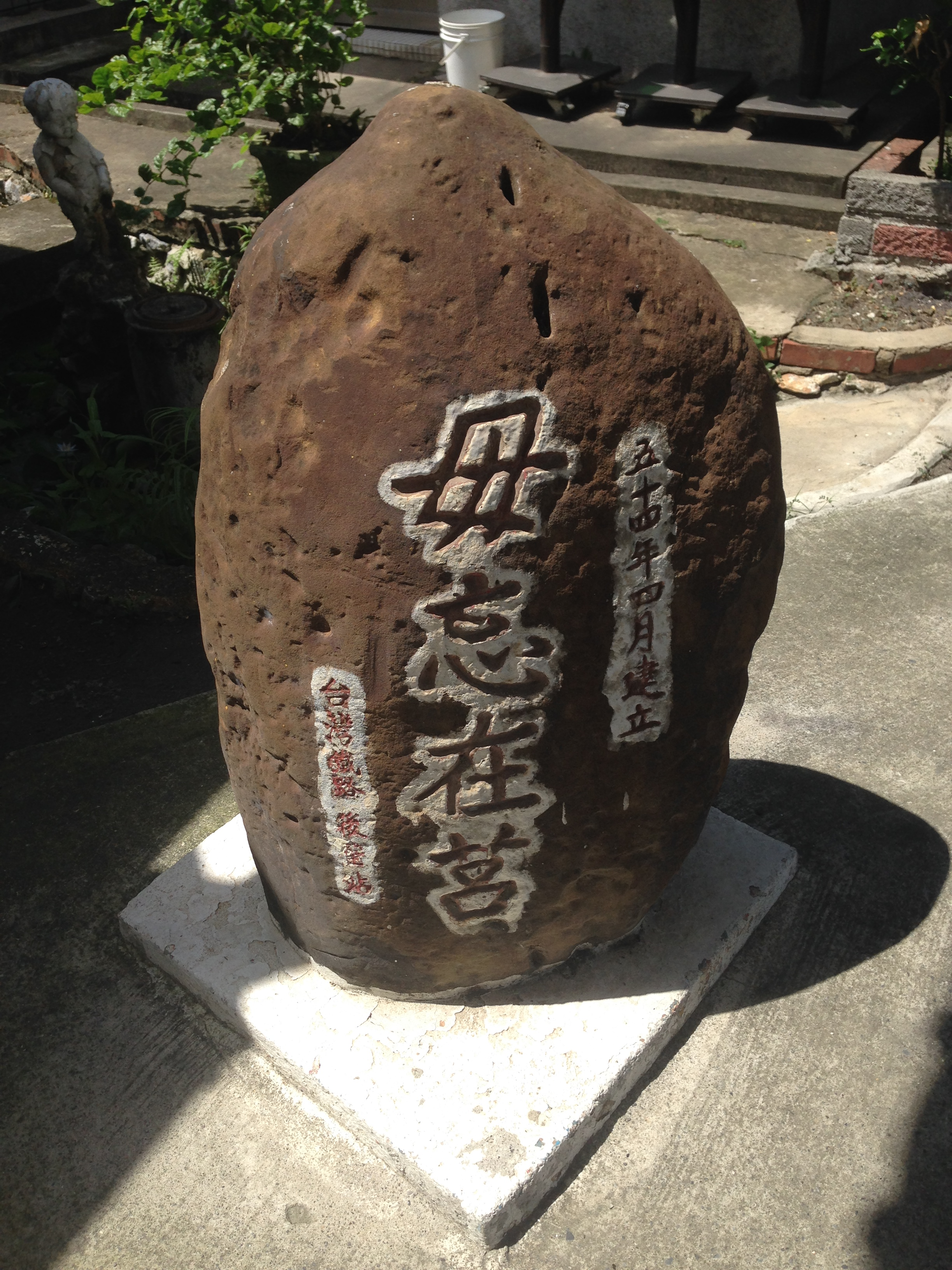
後壁車站毋忘在莒碑
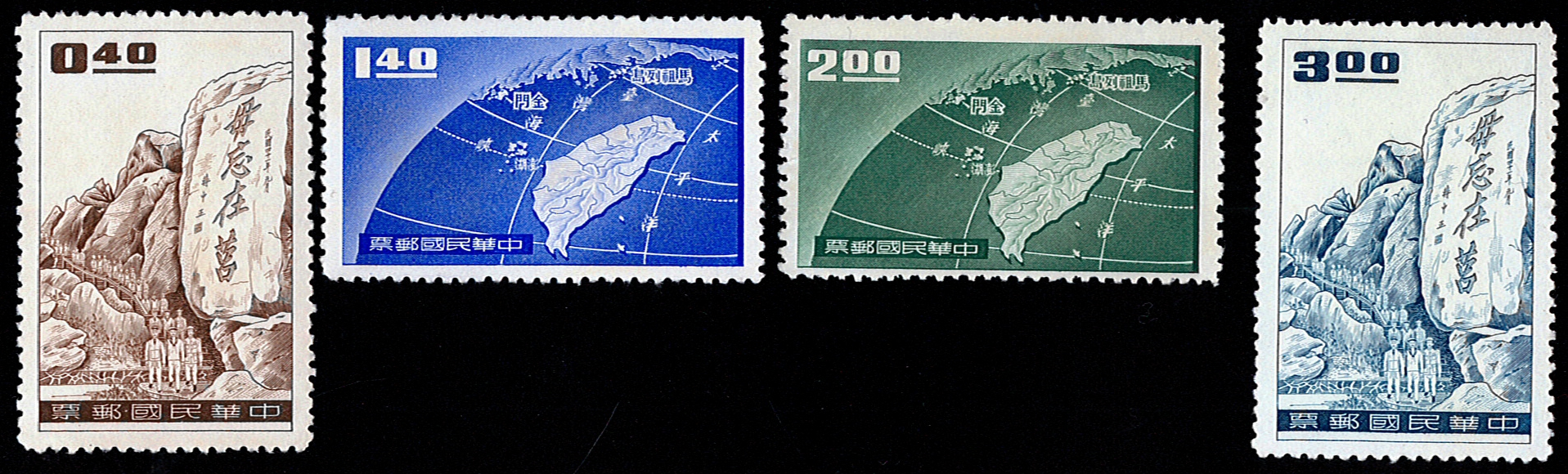
中華民國於1959年9月3日軍人節發行的郵票「保衛金馬」，内含两张毋忘在莒碑
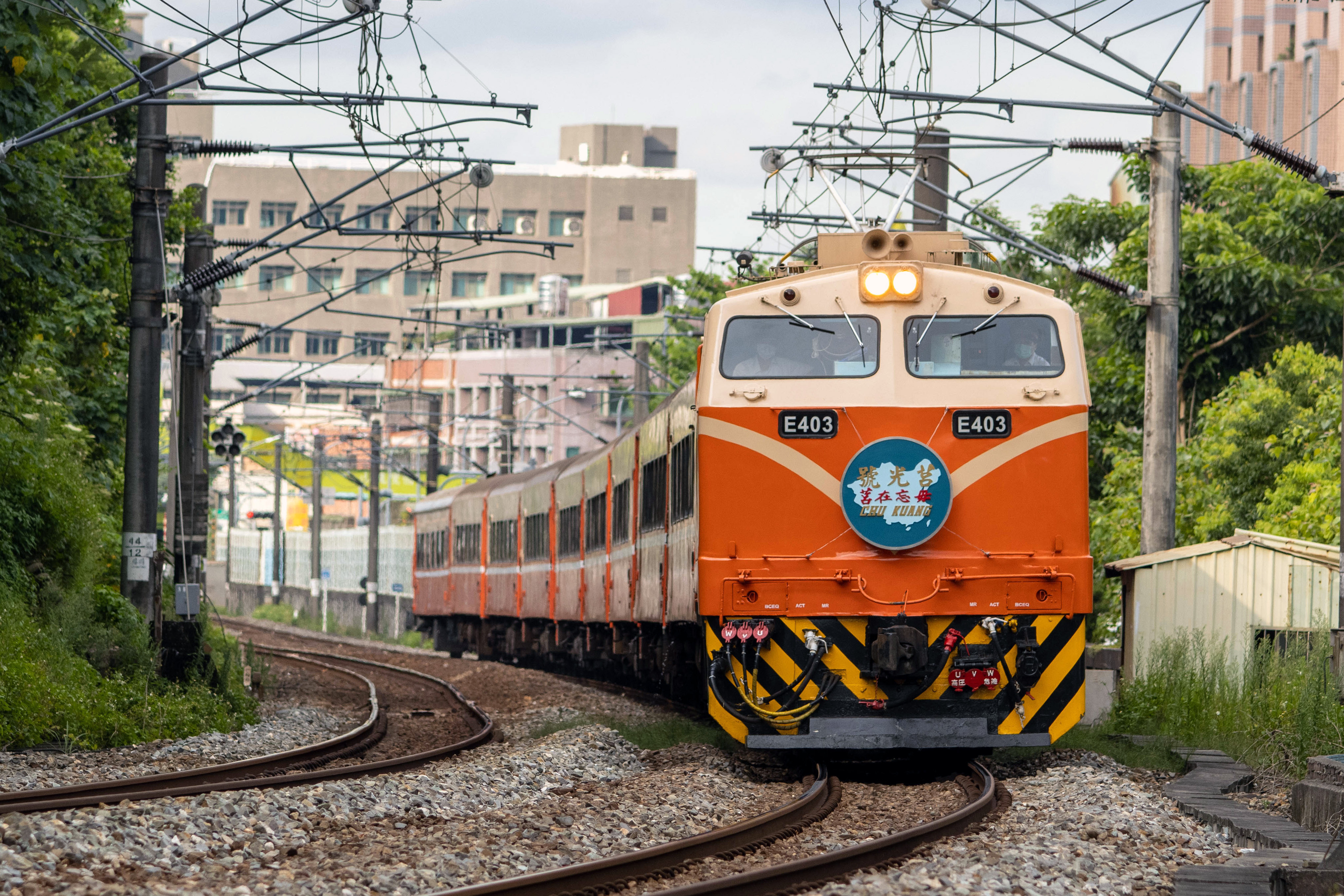
台铁莒光号列车